# Залізняк Леонід Львович
Леоні́д Льво́вич Залізня́к (нар. 19 січня 1951, Київ) — український археолог, доктор історичних наук, професор, завідувач відділу археології кам'яної доби Інституту археології НАН України, член спеціалізованих учених рад із захисту докторських дисертацій Інституту археології НАН України та Київського Національного університету імені Т. Г. Шевченка, керівник магістерської програми «Археологія та давня історія України» Національного університету «Києво-Могилянська академія», представник України в Комісії з палеоліту Міжнародної спілки протоісториків.

## Життєпис

### Дитинство
Леонід Залізняк народився 19 січня 1951 у Києві. Його пращури по батьківській лінії були активними учасниками антибільшовицького повстання 1919—1923 рр. в легендарному Холодному Яру. Батько, Левко Митрофанович Залізняк, через місяць після народження сина був висланий до Сибіру як «ворог народу». Невдовзі заарештували його матір — Ірину Андріївну Котляренко. Дитячі роки Леоніда пройшли у тітки в Амвросіївці на Донбасі. Археологією майбутній вчений зацікавився ще в шкільні роки. Відвідував археологічний гурток — спочатку шкільний, в Амвросіївці, а у 9-11 класах — у Київському палаці піонерів ім. М. Островського, де і зацікавився археологією Кам'яної доби. Пізніше, у 70-80 роки він сам керуватиме цим гуртком, з якого вийшов цілий ряд нині знаних археологів. Гурток стане ядром археологічної секції Малої академії наук України, яку він очолював упродовж 30 років.

### Студентські роки
На історичний факультет Київського університету ім. Тараса Шевченка Л. Залізняк вступає у 1971 р. Перед цим він працював лаборантом у Інституті археології АН УРСР, служив в армії. Навчаючись в університеті, працює у Закарпатській та Кримській експедиції Інституту археології, веде власні розвідки. Ще у студентські роки визначився зі своєю майбутньою спеціалізацією — мезоліт Полісся. Закінчував навчання в університеті в 1977 р. вже достатньо зрілим археологом, який мав у своєму активі цілу низку особисто відкритих археологічних пам'яток доби каменя. В 1978 р. Інститут археології АН УРСР відправляє його у складі делегації молодих та перспективних дослідників від України на археологічне стажування до Югославії (Македонії), а у 1979 та 1980 рр. — в експедицію Інституті археології АН СРСР до архіпелагу Шпіцберген (Норвегія).

## Наукова та викладацька діяльність

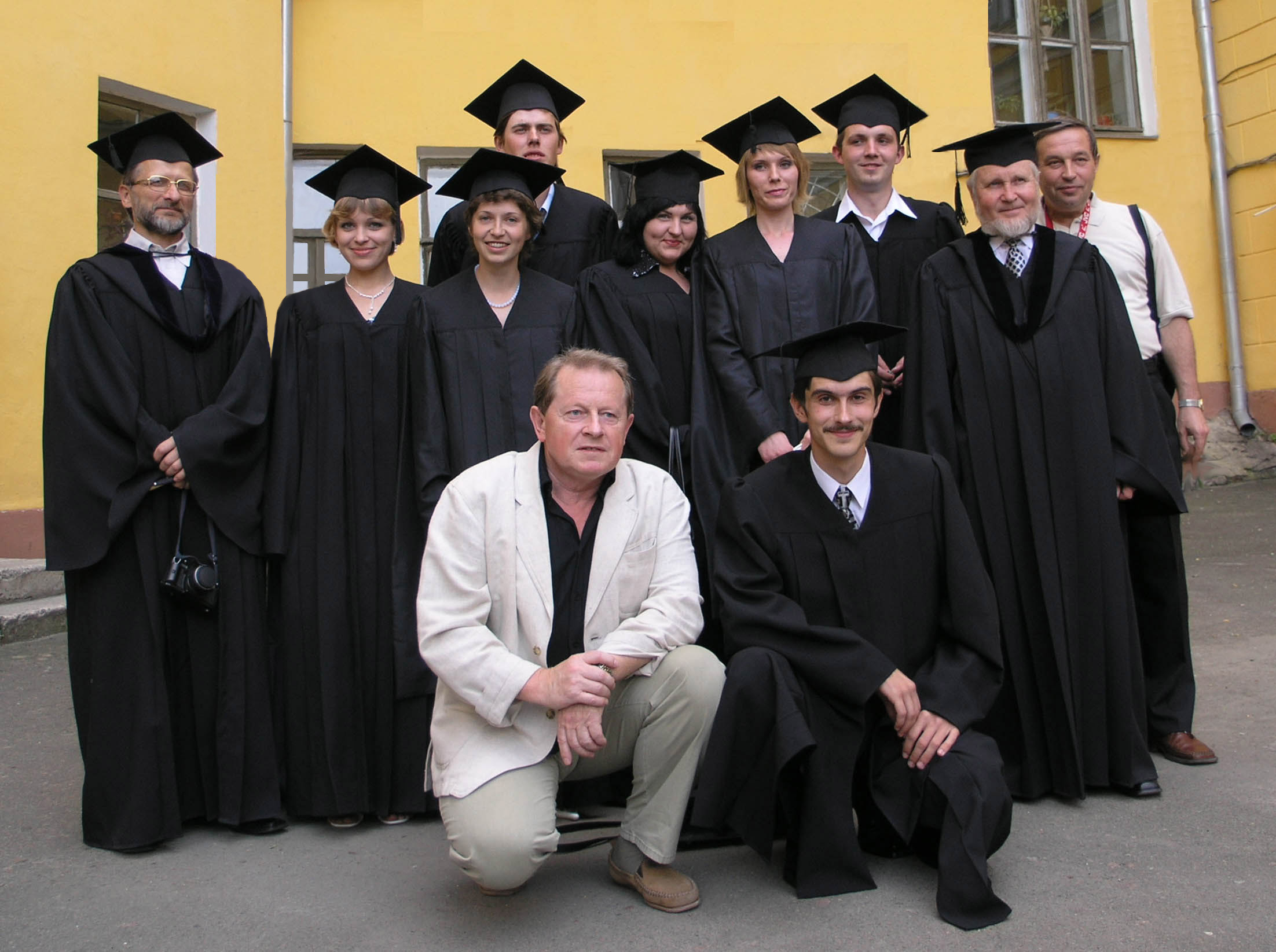
Л. Л. Залізняк, В. М. Зубар, В. В. Отрощенко Ю. В. Кухарчук та студенти-магістри НаУКМА

Наприкінці 1978 р. Л. Залізняк подає на обговорення у відділ археології кам'яної доби Інституту археології АН УРСР свою кандидатську дисертацію. Тема дисертації — «Мезоліт Південно-Східного Полісся» — значною мірою була забезпечена матеріалами, які були здобуті власними пошуковими роботами. У 1979 р. він захистив кандидатську дисертацію. Переведений на посаду наукового співробітника Інституту археології УРСР, Л. Залізняк ще активніше займається дослідницькою діяльністю. Кожен рік бере участь в археологічних експедиціях, відкриває і досліджує нові стоянки, пише статті, подає до друку монографію «Мезоліт Південно-Східного Полісся». Поступово для молодого вченого об'єктом вивчення стає вся територія Українського Полісся. У 1980—1982 рр. Л. Л. Залізняк досліджував мезолітичні пам'ятники археології Новгород-Сіверського Полісся, але в 1983 р., у зв'язку з підготовкою Зводу пам'яток археології Рівненської та Волинської областей, дослідник переніс свої основні археологічні роботи на Західну Волинь. У 1989 р. Л. Залізняк захищає докторську дисертацію по темі «Населення Полісся у фінальному палеоліті і мезоліті».
Здобувши ступінь доктора наук, а незабаром і посаду провідного наукового співробітника відділу кам'яної доби Інституту археології, учений звертає свою увагу на проблеми періодизації та культурної диференціації фінального палеоліту і мезоліту всій Україні. Власне бачення проблем, викладене у двох десятках наукових статей, він узагальнює в чотирьох монографіях: «Передісторія Україні X—V тис. до н. е.», «Фінальний палеоліт Південного Заходу Східної Європи», «Фінальний палеоліт і мезоліт континентальної України», «Мезоліт заходу Східної Європи».
У 1993 р. не покидаючи основної роботи в Інституті археології НАН України, Л. Залізняк стає співробітником створеного при Київському Національному університеті ім. Тараса Шевченка науково-дослідного Інституту українознавства, де працює більше десяти років. З 1994 р. він читає лекції в Національному університеті «Києво-Могилянська академія», де в 2000 р. за його безпосередньою ініціативою відкривається перша в Україні спеціалізована магістерська програма підготовки професійних археологів — «Археологія та давня історія України». Безпосередньо при програмі діє очолювана Л. Залізняком Археологічна експедиція НаУКМА. У 2000 р. Л. Л. Залізняку присвоюють звання професора і призначають завідувачем відділу археології кам'яної доби Інституту археології НАН України.
Активний учасник популярного науково-дослідницького проєкту «Локальна історія».

## Науковий внесок
Л. Залізняк є автором близько 300 наукових праць, з яких 12 монографій, 4 навчальних посібники для вузів, 4 науково-популярні книги, численні авторські розділи в колективних монографіях та численні науково-популярні статті в журналах і газетах. Наукові погляди дослідника відомі далеко за кордоном. Так, дві його монографії, присвячені проблемам фінального палеоліту і мезоліту Полісся, видані англійською мовою в Берліні і Оксфорді. Основною темою наукових праць Л. Залізняка є проблеми археології кам'яної доби та палеоетнології. В сферу наукових інтересів входить матеріальна культура та спосіб життя у пізньому палеоліті, мезоліті, неоліті. Походження індоєвропейців та їх археологічні відповідники території України. Україногенез. У 2011 році згідно з рішенням Новомиргородського міськвиконкому вченому присвоєно звання «Почесний громадянин Новомиргорода».

## Праці
Праці з археології
- Мезолит Юго-Восточного Полесья. — К.: Наукова думка, 1984 . — 120 с.
- Культурно — хронологическая периодизация мезолита Новгород-Северского Полесья // Памятники каменного века Левобережной Украины. — К.: Наукова думка, 1986. — С. 74—142.
- Охотники на северного оленя Украинского Полесья в эпоху финального палеолита. — К.: Наукова думка, 1989. — 182 с.
- Население Полесья в мезолите. — К.: Наукова думка, 1991. — 172 с.
- The Swidrian Reindeer-Hunters of Eastern Europe. — Wilkau-Husslau, 1995. — 212 р.
- Mezolithic Forest Hunters in Ukrainian Polessye. — British Archaeology Reports. — № 659. — Oxford, 1997. — 140 р.
- Найдавніше минуле України. — К.: Наук. думка, 1997. д.а.
- Передісторія України Х-V тис. до н. е. — К., 1998. — 307 с.
- Фінальний палеоліт Північного-Заходу Східної Європи. — К., 1999. — 284 с.
- Свідерські стоянки біля с. Лютка. — Луцьк, 2002. — 60 с. (у спів. з П.Петровським).
- Археологія України: Курс лекцій: Навч. посібник / (у співавтор. з В.Отрощенком, К.Бунятян, В.Зубарем, Р.Терпиловським, О.Моцею); за ред. Л. Л. Залізняка. — К.: Либідь, 2005. — 40 д.а. . — 504 с. 966-06-0394-0.
- Фінальний палеоліт. Мезоліт // Україна: хронологія розвитку. — К., 2007. — С.64-87.
- Мезоліт заходу Східної Європи // Кам'яна доба України. — Вип.12. — 2009. — 27 д.а.

Праці з етнографії
- Україна в Російській імперії. — К., 1994. — 128 с.
- Нариси стародавньої історії України. — К., 1994. — 256 с.
- Походження українського народу // К., 1996. — 80 с.
- Від склавинів до української нації. — К., 1997. — 256 с.
- Первісна історія України. — К.: Вища школа, 1999. — 264 с.
- Україна серед світових цивілізацій. — К., 2001. — 96 с.
- Від склавинів до української нації // К., 2004. — 256 с. (Видання друге, доповнене).
- Біля витоків етнічного поділу людства // Етнічна та етнокультурна історія України. — К.: Наукова думка, 2005. — С.5-68.
- Походження українців: між наукою та ідеологією. — Темпора, 2008. — 104 с.